# Skierbieszów (gromada)
Skierbieszów – dawna gromada, czyli najmniejsza jednostka podziału terytorialnego Polskiej Rzeczypospolitej Ludowej w latach 1954–1972.
Gromady, z gromadzkimi radami narodowymi (GRN) jako organami władzy najniższego stopnia na wsi, funkcjonowały od reformy reorganizującej administrację wiejską przeprowadzonej jesienią 1954 do momentu ich zniesienia z dniem 1 stycznia 1973, tym samym wypierając organizację gminną w latach 1954–1972.
Gromadę Skierbieszów z siedzibą GRN w Skierbieszowie utworzono – jako jedną z 8759 gromad na obszarze Polski – w powiecie zamojskim w woj. lubelskim na mocy uchwały nr 18 WRN w Lublinie z dnia 5 października 1954. W skład jednostki weszły obszary dotychczasowych gromad Drewniki, Majdan Skierbieszowski, Podhuszczka, Sady, Skierbieszów, Suchodębie, Zawoda i Lipina Nowa ze zniesionej gminy Skierbieszów w tymże powiecie. Dla gromady ustalono 23 członków gromadzkiej rady narodowej.
1 stycznia 1962 z gromady Skierbieszów wyłączono wieś Suchodębie, włączając ją do gromady Dębowiec w tymże powiecie; do gromady Skierbieszów włączono natomiast obszar zniesionej gromady Lipina Stara oraz wsie Hajowniki, Iłowiec, Kalinówka, Majdan Żukowiecki, Sławęcin i Szorcówka oraz kolonie Łaziska, Popławy i Zawoda ze zniesionej gromady Iłowiec tamże.
1 stycznia 1969 do gromady Skierbieszów włączono obszar zniesionej gromady Kalinówka w tymże powiecie.
Gromada przetrwała do końca 1972 roku, czyli do kolejnej reformy gminnej. 1 stycznia 1973 w powiecie zamojskim reaktywowano gminę Skierbieszów.